# Марта фон Мансфелд-Хинтерорт
Марта фон Мансфелд-Хинтерорт (на немски: Martha von Mansfeld-Hinterort; * 1536; † 17 април 1585/ сл. 1568) е графиня от Мансфелд-Хинтерорт и чрез женитба графиня на Мансфелд-Фордерорт, господарка на Артерн на Унструт (1563).

## Биография
Тя е дъщеря на граф Албрехт VII фон Мансфелд-Хинтерорт (1480 – 1560) и съпругата му графиня Анна фон Хонщайн-Клетенберг (ок. 1490 – 1559), дъщеря на Ернст IV фон Хонщайн-Клетенберг и Фелицитас фон Байхлинген.
Марта фон Мансфелд-Хинтерорт се омъжва на 16 февруари 1556 г. в замък Мансфелд за граф Йохан Хойер II фон Мансфелд-Фордерорт (* 1525; † 26 март 1585), господар на Артерн (1563), по-малък син на граф Ернст II фон Мансфелд-Фордерорт (1479 – 1531) и втората му съпруга графиня Доротея фон Золм-Лих (1493 – 1578). Неговият по-по-малък брат граф Йохан Ернст I се жени за нейната по-малка сестра Сара.

## Деца
Марта и Йохан Хойер имат седем деца:
- Йохан Георг IV фон Мансфелд-Артерн (* 1558; † 5 септември 1615)
- Фолрад VI фон Мансфелд-Артерн († 25 август 1627)

- Филип Ернст фон Мансфелд-Артерн (* 11 май 1560; † 15 септември 1631), хауптман на Курфюрство Саксония в Лайпциг и Айленбург, женен на 20 юли 1613 г. в Айленбург за Ева фон Ройс-Плауен (* 31 май 1593; † 4 юли 1636), дъщеря на Хайнрих V Роус-Грайц, господар на Унтерграйц (1549 – 1604) и Мария фон Шьонбург-Валденбург (1565 – 1628), няма деца. Линията изчезва.
- Албрехт Волфганг фон Мансфелд-Артерн (* 1562; † 3 август 1626, Артерн от чума)
- Сара фон Мансфелд-Артерн (* 1566; † 20 октомври 1637)
- Йохан Улрих (II) фон Мансфелд-Артерн (* 1567; † 1602 пред Офен/Пеща, Унгария), ритмайстер
- Адолф фон Мансфелд-Артерн (* 6 октомври 1568; † 20 декември 1609)